# Aeluroscalabotes felinus
Tắc kè mèo (theo tên tiếng Anh cat gecko), tên khoa học Aeluroscalabotes felinus, là một loài tắc kè được tìm thấy tại Indonesia, Malaysia, Singapore, Campuchia và Thái Lan. Đây là loài duy nhất trong chi Aeluroscalabotes, và chi duy nhất trong phân họ Aeluroscalabotinae. Nó thường được gọi là tắc kè mèo vì thói quen uốn đuôi xung quanh chính nó khi nó ngủ, tương tự như một con mèo.

## Hành vi
Tắc kè mèo là loài bán sống trên cây và thích môi trường sống rừng nhiệt đới mát mẻ, ẩm ướt. Tắc kè mèo chủ yếu sống về đêm và ăn côn trùng, tiêu thụ nhiều loại côn trùng nhỏ.

## Phân loại

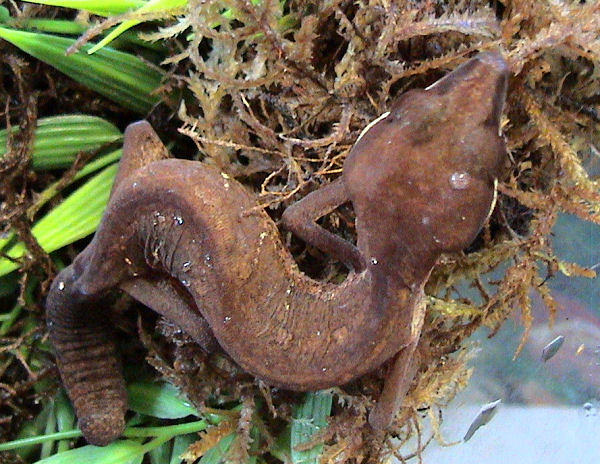

Loài này đã được phân loại lại bởi một số nhà phân loại khác nhau, dẫn đến một số nhầm lẫn trong phân loại của nó, nhưng khác biệt hình thái đặc điểm rõ rệt của nó đã làm rõ cấp bật của nó.
Có hai phân loài được công nhận của Aeluroscalabotes felinus:
- Aeluroscalabotes felinus felinus (Günther, 1864)
- Aeluroscalabotes felinus multituberculatus (Kopstein, 1927)

## Trong điều kiện nuôi nhốt
Tắc kè mèo là một lựa chọn phổ biến như tắc kè cảnh, mặc dù chúng không phải là rất thường có sẵn và nuôi sinh sản được biết đến là rất khó khăn. Mẫu vật hoang dã thường có ký sinh trùng nặng, và chúng có thể dễ dàng bị căng thẳng, vì vậy chăm sóc có thể rất khó khăn.

## Tình trạng bảo tồn
Quần thể chính xác của tắc kè mèo chưa được biết, mặc dù nó không được coi là phổ biến. Nó không có bất kỳ tình trạng bảo tồn nào đặc biệt, ngoại trừ Thái Lan, nơi nhập và xuất khẩu đều bị cấm.